# Angela Belcher
Angela M. Belcher va néixer i va créixer a la ciutat de San Antonio, Texas. És científica dels materials, enginyera biològica, i professora en l'Institut Tecnològic de Massachusetts (MIT) a Cambridge, Massachusetts, Estats Units d'Amèrica. També és la directora del Grup de Materials Biomoleculars en el MIT.
Va assistir a la Universitat de Califòrnia en Santa Bàrbara, on va estudiar la seva llicenciatura de la Facultat d'Estudis Creatius el 1991 i el seu doctorat en química el 1997.
Després d'estudiar petxines d'abuló, va treballar amb diversos col·legues en el MIT desenvolupant un virus, conegut com el bacteriòfag M13 amb l'objectiu general sobre l'Escherichia coli. M13 es pot fer per travar-se sobre si mateix i recobrir-se amb materials inorgànics com els òxids d'or i cobalt. El virus tubular llarg (recobert d'òxid de cobalt) actua ara com un minúscul cable anomenat Nanofil. El grup de Belcher va unir molts d'aquests nanofils i es van trobar que s'assemblaven als components bàsics d'una bateria potencialment molt poderosa i compacta. En 2002 va fundar Cambrios amb Evelyn L. Hu de la Universitat Harvard. La seva visió es va basar en l'ús dels materials inorgànics nanoestructurats, fabricat i format per molècules biològiques per crear nous materials i processos per a una varietat d'indústries.
En 2009, Belcher i el seu equip van demostrar la factibilidad de l'ús de virus modificats genèticament per construir tant l'ànode com el càtode d'una Bateria d'ió de liti. Aquestes noves bateries tenen la mateixa capacitat energètica i una potència d'última generació destinades a les bateries recarregables pel seu ús en vehicles híbrids elèctrics, així com per alimentar una àmplia gamma de dispositius electrònics. Les piles poden ser fabricades amb un procés barat i respectuós del medi ambient, ja que la síntesi es pot fer a temperatura ambient, sense utilitzar dissolvents nocius o materials tòxics.
Un article de la Revista Time destaca de la seva labor relativa a les bateries virals i la revista Scientific American la va nomenar desenvolupadora capdavantera de l'any 2006 pel seu actual projecte.